# ANB ETA1–ETA3
Az ANB ETA1–ETA3 akkumulátoros motorkocsik, melyeket a Maschinenbau Kiel gyártott 1953-ban az Alsternordbahn számára, melyeket az Ochsenzoll és Ulzburg közötti vonalon használták 1967-ig.

## Történet
Az Ochsenzoll és Ulzburg közötti Alsternordbahn mellékvonalon 40–60, illetve csúcsidőben 20 perces járatsűrűséget terveztek. Ez naponta körülbelül 24 vonatpárt jelentett.
A vonal kiszolgálására a Maschinenbau Kieltől három akkumulátoros motorkocsit és kettő vezérlőkocsit rendeltek. A motorkocsikat akkumulátorokkal szerelték fel, amelyek a tervek szerint 130–160 kilométeres hatótávolságot tettek volna lehetővé. Ezzel öt Ochsenzoll–Ulzburg oda- és visszautat kellett volna megtenni, beleértve az Ulzburgból Kaltenkirchenbe való utazásokat a depóba.
Hamar nyilvánvalóvá vált a kocsik bizonytalan futása, ami szükségessé tette a gyártónál történő módosítást. A menetrendszerinti üzemeltetés során bebizonyosodott, hogy az akkumulátorok kapacitása nem elegendő, ami a feszült menetrend miatti vezetési stílusnak tudható be. A megállások során ezért kerülni kellett az akkumulátorok további merítését. Ez mélykisülésekhez vezetett. Az akkumulátorok hatótávolságát ezért 100 kilométerben határozták meg.
A járművekkel kapcsolatban felmerült problémák miatt szerzett negatív tapasztalatok révén az Alsternordbahn úgy döntött, hogy inkább dízelüzemű motorkocsikat szerez be az akkumulátorosok helyett. A vállalat 1956-ban MAN-sínautóbuszokat vásárolt, melyekkel 1967-ig teljesen leváltotta, majd kivonta a forgalomból az akkumulátoros motorkocsijait. 1968-ban mind a három motorkocsit és mind a kettő vezérlőkocsit leselejtezték.

## Műszaki részletek
A járművek könnyűszerkezetesek voltak. A motorkocsik 38 teljes értékű ülőhellyel, illetve 8 további lehajtható üléssel rendelkeztek. A kocsik oldalanként 2-2 csuklós bejárati ajtót kaptak. A személyzet számára eredetileg homlokoldali ajtókat is kialakítottak, azonban ezeket egy felújítás során eltávolították.
A hajtás kezdetben kéttengelyes, AA tengelyelrendezésű volt. Miután a bizonytalan futás nyilvánvalóvá vált, a motorkocsik 1954-ben két forgóvázat kaptak, egy nagyobb hajtótengellyel és egy kisebb futótengellyel, ezzel a (1A)(A1) tengelyelrendezést kialakítva. Az átalakítás során a vezérlőkocsik (2)'(2)' tengelyelrendezésű forgóvázakat kaptak. Ez jelentősen javította a futási viselkedést.
A kocsik villamos vontatómotorjait az AEG gyártotta, ezek 336 volt üzemi feszültségű, felfüggesztett kivitelű egyenáramú motorok voltak. Ezek a kocsik fékezésére is alkalmasak voltak. A 168 cellából álló akkumulátorokat az Akkumulatorenfabrik Hagen gyártotta. Összesen négy akkumulátort szereltek egy motorkocsiba, ezek közül egy tartalék volt. Az akkumulátorokat a motorkocsi hosszanti oldalán lévő akkumulátorrekeszekben helyezték el. A motorkocsikat négy fokozatban lehetett vezérelni egy menetkapcsolón keresztül. A járműveket teljesen automatikus Scharfenberg-csatlakozóval szerelték fel.

## Fordítás
Ez a szócikk részben vagy egészben  az   ANB T1–T3 című német Wikipédia-szócikk ezen változatának fordításán alapul.  Az eredeti cikk szerkesztőit annak laptörténete sorolja fel. Ez a jelzés csupán a megfogalmazás eredetét és a szerzői jogokat jelzi, nem szolgál a cikkben szereplő információk forrásmegjelöléseként.